# Beni Guecha
Beni Guecha (în arabă بنى قشة) este o comună din provincia El Oued, Algeria.
Populația comunei este de 2.513 locuitori (2008).